# Lenora, Tjeckien
Lenora är en ort i Tjeckien.   Den ligger i regionen Södra Böhmen, i den sydvästra delen av landet, 140 km söder om huvudstaden Prag. Lenora ligger 774 meter över havet och antalet invånare är 810.
Terrängen runt Lenora är huvudsakligen kuperad, men den allra närmaste omgivningen är platt. Lenora ligger nere i en dal. Runt Lenora är det mycket glesbefolkat, med 2 invånare per kvadratkilometer. Närmaste större samhälle är Volary, 7,0 km öster om Lenora. I omgivningarna runt Lenora växer i huvudsak blandskog.